# Marockos riksvapen
Marockos riksvapen visar ett pentagram och en sol mot bakgrund av Atlasbergen. Vapenskölden hålls upp av två lejon. Inskriptionen nederst är en vers ur Koranen och betyder: "Om du står vid Guds sida, kommer han att stå vid din".